# Hesperapis flavitarsis
Hesperapis flavitarsis là một loài ong trong họ Melittidae. Loài này được Friese miêu tả khoa học đầu tiên năm 1912.